# 172985 Ericmelin
172985 Ericmelin este o planetă minoră (asteroid) din centura de asteroizi. A fost descoperită pe 27 aprilie 2006 la Observatorio de Cerro Tololo⁠(d) de Marc Buie⁠(d). 
Obiectul prezintă o orbită caracterizată de o semiaxă mare de 2,4339728221439 UAi, o excentricitate de 0,19837237405565, o înclinație de 0,59131258029887 ° în raport cu ecliptica.